# Галлуччи, Джозуэ
Джозуэ Галлуччи (англ. Giosue Gallucci; 10 декабря 1864, Неаполь, Италия — 21 мая 1915, Итальянский Гарлем, Нью-Йорк, США), также известный как Луккариелло (Luccariello) — италоамериканский гангстер неаполитанского происхождения, криминальный авторитет Итальянского Гарлема в Нью-Йорке, связанный с Нью-Йоркской каморрой. С 1910 по 1915 год Галлуччи доминировал в Маленькой Италии и был известен как некоронованный «король Маленькой Италии» (King of Little Italy) и неофициальный «мэр Маленькой Италии» (The Mayor of Little Italy), отчасти из-за своих политических связей. Он контролировал «итальянские лотереи», используя неаполитанские и сицилийские уличные банды в качестве своих силовиков.
Родившийся в Неаполе (Италия) Галлуччи стал одним из самых влиятельных в политическом отношении итальянцев Нью-Йорка. Обладая способностью мобилизовать голоса избирателей Гарлеме и регистрировать иммигрантов, он обеспечивал голосами на выборах нужных кандидатов. Благодаря этому Галлуччи получил почти абсолютный иммунитет от правоохранительных органов, пользуясь поддержкой Таммани-холла, демократической политической машиной, которая управляла Манхэттеном и Нью-Йорком. Несмотря на большое состояние и политическое влияние, Галлуччи подвергался вымогательству со стороны «Чёрной руки», и его лидерство часто оспаривалось. В 1915 году он был убит конкурирующей бандой. Борьба за наследство Галлуччи, в первую очередь «итальянские лотереи», вылилась в кровавую войну между каморрой и мафии.

## Ранние годы

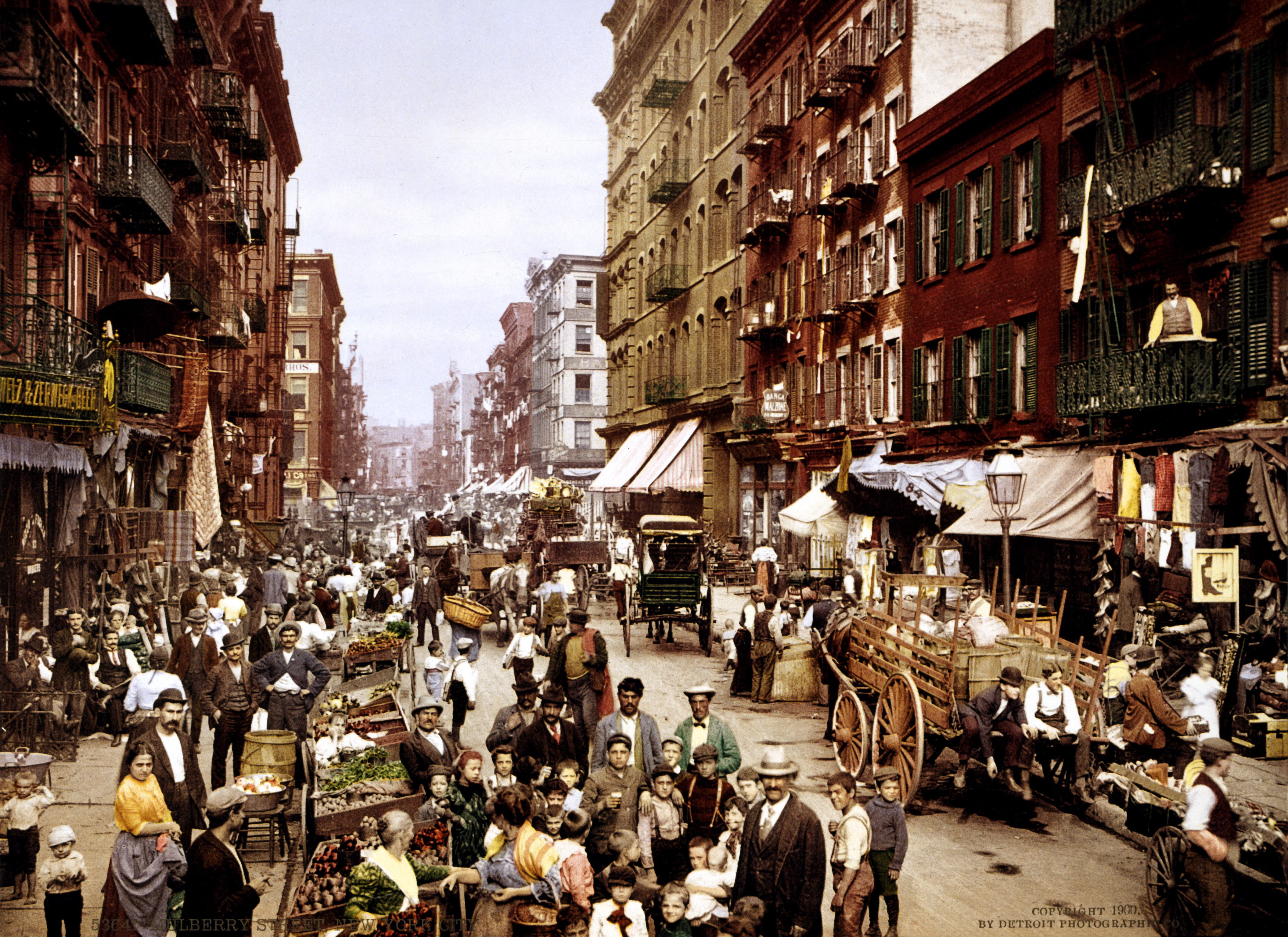
Маленькая Италия в Нью-Йорке (около 1900 года).

Джозуэ Галлуччи родился в итальянском Неаполе в 1864 году в семье Луки Галлуччи и Антонии Кавалло Он также был известен под своим прозвищем Луккариелло. 11 марта 1892 года Джозуэ Галлуччи прибыл в Нью-Йорк на пароходе SS Werkendam из Роттердама (Нидерланды). Позднее он вернулся в Италию и, согласно отчёту итальянской полиции, вновь покинул страну 24 июля 1896 года. Ходили слухи, что незадолго до приезда в Нью-Йорк Галлуччи убил человека, но сам он публично это отрицал.
В апреле 1898 года Джозуэ Галлуччи был арестован в Нью-Йорке в связи с убийством Жозефины Инсельмы, которую полиция считала его любовницей. Задержание произошло, когда он управлял тележкой с фруктами и его описали как «молодого бакалейщика и курьера с магазином на Мотт-стрит, 172». Галлуччи заявил, что у него нет причин убивать женщину и предоставил алиби. Большое жюри отклонило обвинения. Детектив Полиции Нью-Йорка Джо Петрозино, который руководил расследованием, призвал своё начальство запросить дополнительную информацию в Италии. Префект полиции Неаполя ответил, что Галлуччи был «опасным преступником, принадлежащим к категории шантажистов», который находился под надзором полиции и несколько раз обвинялся в краже, шантаже и других преступлениях.
Криминальное прошлое братьев Джозуэ в Италии было ещё более обширным. Винченцо Галлуччи дважды осуждался к тюремному заключению и шестнадцать раз был судим за нападение, покушение на убийство и другие преступления. Франческо Галлуччи шесть раз был осуждён за покушение на убийство, кражу и нападение на полицию. Винченцо был застрелен в Нью-Йорке 20 ноября 1898 года предположительно по приказу итальянского «тайного общества, похожего на мафию» и умер на следующий день. В убийстве обвинили Франческо Д'Анджело и Луиджи ЛаРоса; оба признали себя виновными в непредумышленном убийстве и были приговорены к 20 и 15 годам лишения свободы соответственно.
По словам Петрозино, братья Галлуччи были лишь тремя из более чем 1000 итальянских «негодяев» из Неаполя и Сицилии, которые сделали Нью-Йорк своим домом. Они не привлекали особого внимания, потому что «они грабят своих людей, а итальянская схема „почини сам“ помогает сбить полицию со следа». Поскольку Галлуччи находились в стране более года, они не могли быть депортированы.

## Король Маленькой Италии

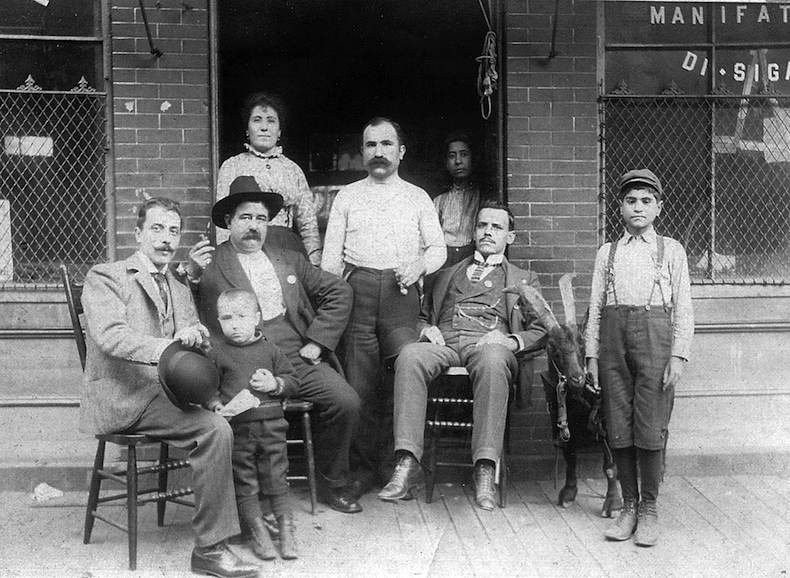
Джозуэ Галлуччи и его жена Ассунта (в центре), Джон Руссомано (справа) и Лука Галлуччи (маленький мальчик слева) у сигарной лавки Галлуччи на Восточной 109-й улице (ок. 1900 года).

Галлуччи организовал несколько предприятий в Маленькой Италии и Восточном Гарлеме; сначала на Малберри-стрит, а затем в трёхэтажном кирпичном доме с пекарней и пристроенной конюшней на Восточной 109-й улице.. Он стал бесспорным боссом Маленькой Италии после заключения в тюрьму лидеров сицилийской мафии Джузеппе Морелло и Игнацио Лупо по обвинению в подделке денег в 1910 году. Галлуччи принадлежали несколько многоквартирных домов в этом районе, также он контролировал угольный и ледяной бизнес, обувные лавки и бизнес по производству оливкового масла. Он был одним из крупнейших ростовщиков и строго контролировал подпольные лотереи в итальянских кварталах, используя неаполитанские и сицилийские уличные банды в качестве своих силовиков.
Галлуччи управлял нью-йоркским офисом Королевской итальянской лотереи, который на самом деле был прикрытием для подпольных лотерей, билеты которых тысячями продавались каждый месяц по всему Гарлему. Он проводил лотерею из подвала своего дома, и у него были агенты во многих городах с итальянскими общинами. Каждый месяц устраивался «грандиозный розыгрыш». Был только один приз, 1000 долларов, но тот, кто выигрывал приз, обычно лишался денег при выплате. По данным полиции Нью-Йорка, большая часть доходов Галлуччи была получена «от его контроля над подпольными лотереями в Гарлеме, различными игорными домами и борделями, расположенными в той части Гарлема, которая известна как Маленькая Италия».
Галлуччи был импозантным мужчиной, «крупным парнем с приятным лицом и сердечным смехом». Когда он с великолепно навощёнными усами прогуливался по Гарлему, размахивая массивной тростью, он всегда был безукоризненно одет в сшитые на заказ костюмы, с кольцом с бриллиантом за 2000 долларов на руке и бриллиантовыми запонками за 3000 долларов на рубашке. Галлуччи всегда отвергал обвинения в связях с преступным миром. «Мои враги говорят, что я глава бизнеса „Чёрной руки“, что я руковожу шантажистами и что я владею всеми лотереями», — жаловался Галуччи за неделю до того, как его убили. «Они ошибаются. Я владею пекарнями, магазинами льда и угля, мастерскими по чистке и ремонту обуви и подобными местами, но я не король „Чёрной руки“». Из-за его политического влияния Галуччи также называли королём или мэром Маленькой Италии.

## Политическое влияние
Объединившись с Таммани-холлом, демократической политической машиной, которая управляла Манхэттено и Нью-Йорком того времени, Галлуччи получил почти абсолютный иммунитет от правоохранительных органов. Боссы Таммани-холла контролировали городскую полицию и муниципальные структуры, которые выдавали строительные контракты и лицензии. Обладая способностью мобилизовать голоса в Гарлеме и регистрировать иммигрантов, Галлуччи обеспечивал голосам нужных политиков. Согласно New York Herald, он был «безусловно самым влиятельным итальянцем в политическом отношении в городе и во время кампаний был исключительно активен». Его политические связи допускали «определённую степень иммунитета от вмешательства полиции».
По словам Сальваторе Котильо, первого члена Верховного суда штата Нью-Йорк итальянского происхождения, выросшего в итальянском Гарлеме, «для Галлуччи все люди были либо наёмниками, либо плательщиками дани. В округе беспокоились, если Галуччи смотрел на вас свысока» Когда Галлуччи был арестован за скрытое ношение оружия, Котильо попросили дать показания в качестве свидетеля, но он отказался. При этом уроженец Неаполя Котильо дистанцировался от местного преступного мира, пытавшегося предложить ему свои «услуги».
«Меня обвиняли в том, что я интересовался конокрадами, шантажом, вымогательством у владельцев магазинов, взрывами бомб, похищением детей и другими преступлениями, включая убийства», — якобы сказал Галуччи репортеру New York Herald, который утверждал, что знает его. «Мои враги лгут. Они завидуют моему процветанию. Меня обвиняют в каждом преступном деянии, которое здесь происходит, но это неправда», — сказал он репортеру Herald. «Многие из здешних убийств являются результатом ссор между самими шантажистами. Они играют в азартные игры, что приводит к дракам, и они спорят о разделе добычи. Если лидер думает, что другой пытается стать боссом, этот человек приговорён к смерти».

## Смерть брата Дженнаро
14 ноября 1909 года в задней комнате семейной пекарни был застрелен старший брат Джозуэ, Дженнаро Галлуччи. Он обедал в задней комнате, когда убийца вошёл в пекарню и позвал Дженнаро. Как только он вышел к посетителю, его тут же застрелили. В Италии Дженнаро Галлуччи был приговорён к пожизненного заключения за убийство двух мужчин, но сбежал, отсидев в тюрьме 23 года. В декабре 1908 года Дженнаро прибыл в Нью-Йорк, где поселился на Восточной 109-й улице со своим братом Джозуэ и невесткой Ассунтой, занимаясь сбором страховых платежей. Вскоре после его прибытия в Нью-Йорк полицию стали поступать жалобы на Дженнаро на практику вымогательства, но когда истцам сказали, что они должны противостоять ему в суде, они сняли обвинения.
14 сентября 1909 года Дженнаро был арестован за скрытое ношение оружия. Сотрудники иммиграционной службы попытались депортировать его в Италию. Однако судьи не знали о его криминальном прошлом и освободили Дженнаро с условным сроком. Полиция полагала, что его убийство два месяца спустя могло быть связано с шантажом Дженнаро. За несколько месяцев до убийства пекарня Галлуччи была обстреляна неизвестными. В письмах, отправленных в полицию, утверждалось, что Джозуэ несёт ответственность за убийство своего брата. Сам Джозуэ обвинил в смерти своего брата гангстера из Гарлема Аньелло Приско по прозвищу «Зопо-калека», главу банды «Чёрной руки», который обвинял Галуччи в вторжении на его территорию. В течение следующих двух лет между ними будут частые столкновения и случайные убийства.

## Борьба за контроль над преступным миром

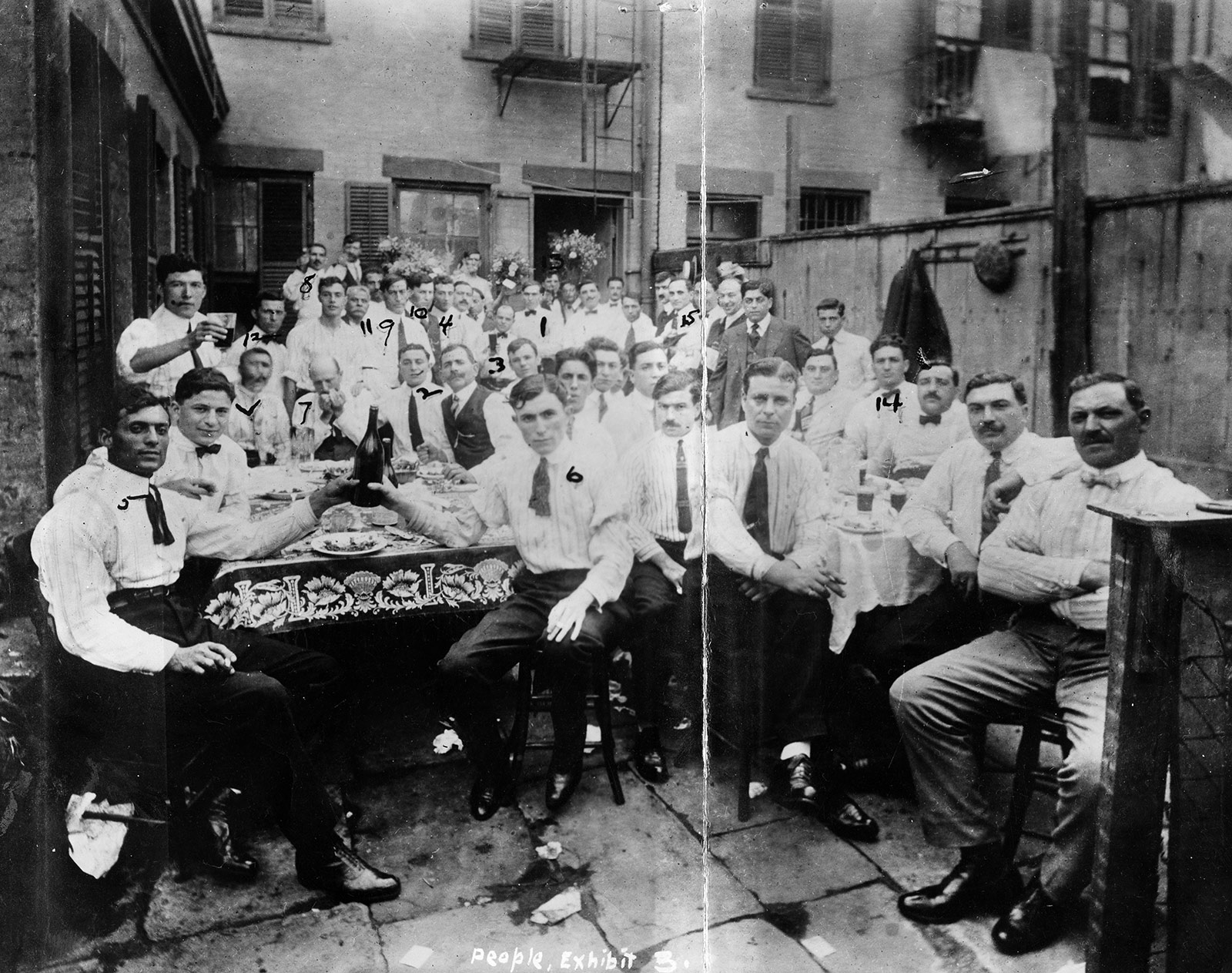
Банда Нэви-стрит, соперничавшая с Галуччи.

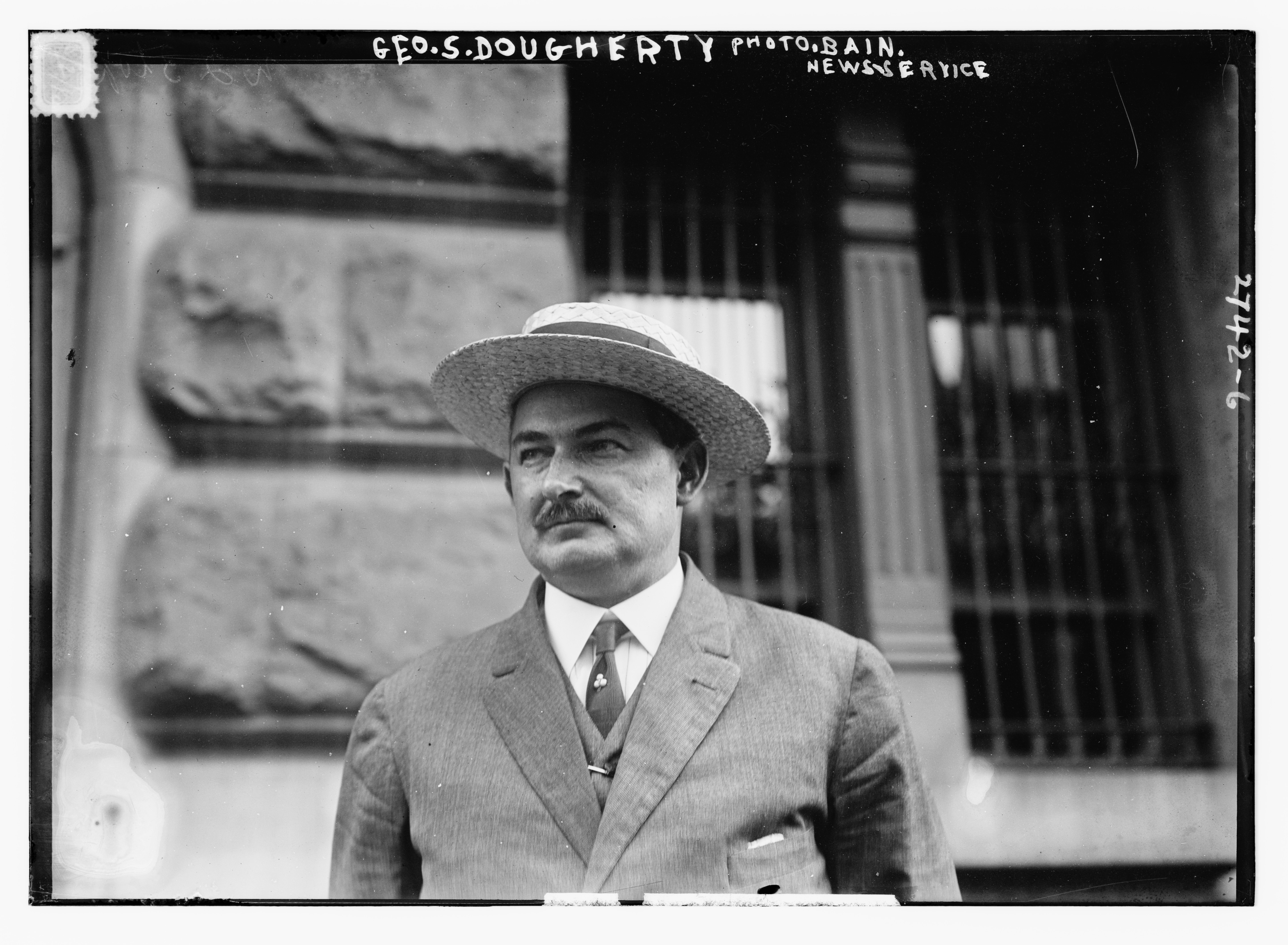
Заместитель комиссара полиции Доэрти.

В полицейском отчёте 1917 года, основанном на показаниях гангстера и осведомителя Ральфа Даниэлло, так описывалось положение Галуччи в 1912 году: «В то время Галуччи контролировал различные азартные игры и получал процент от продажи украденных лошадей и проданных вразнос артишоков. Любой, кто не платил этот процент, либо подвергнется нападению, либо получит шантажирующие письма, либо будет убит». В отчете также поясняется, что сицилийская фракция, включающая Джузеппе Морелло и его братьев, братьев Фортунато и Томмазо Ломонте, «работала вместе с этим Галуччи, который во все времена был признан королем».
Несмотря на свои власть и политическое влияние, Галлуччи не был застрахован от вымогательства «Чёрной Руки». Он часто получал угрозы «Чёрной руки», на него неоднократно покушались и несколько раз ранили. В 1911 году неаполитанская банда «Чёрных руки» во главе с Аньелло «Калекой» Приско застрелила нескольких человек из окружения Галуччи, потому что он отказался платить за «защиту». 15 декабря 1912 года Приско был застрелен племянником и телохранителем Галлуччи Джоном Руссомано во время встречи в пекарне Галлуччи. Руссомано не было предъявлено обвинение в убийстве после того, как он заявил, что стрелял в целях самообороны.
Волна убийств, взрывов и шантажа, вызванная противостоянием Галлуччи и соперничающих с ним гангстеров, вызвала ответную реакцию властей. В июле 1913 года в районе Малберри-Бенд и в Верхнем Гарлеме полиция арестовала более 40 человек, в основном неаполитанцев, заподозренных в проведении подпольных лотерей, среди арестованных был и Джозуэ Галлуччи; обвинение возглавили помощник окружного прокурора Дикон Мерфи и заместитель комиссара полиции Джордж С. Доэрти.
В то время полиция считала Джозуэ Галлуччи «лидером итальянских преступников в Гарлеме» и что «его согласие было необходимо, прежде чем что-либо необычное можно было сделать в Маленькой Италии Гарлема». Также он был хорошо известен контролем проституции, заслужив в прессе прозвище «Король белых работорговцев». Целью массовых арестов в июле 1913 года могла быть попытка разбить организацию Галлуччи. Ему было предъявлено обвинение в скрытом ношении оружия, что являлось нарушением Закона Салливана, но он был освобождён под залог в размере 10 000 долларов США. Дело не дошло до суда, что многие связывают с его политическими связями.
В это же время Галлуччи вступил в ожесточённый конфликт из-за контроля над незаконным игорным бизнесом. Братья-неаполитанцы Дель Гаудио, имевшие связи с базирующейся в Бруклине Бандой Нэви-стрит, были замешаны в незаконных азартных играх в Восточном Гарлеме, но Галуччи якобы отказал им в разрешении на проведение подпольной лотереи. Один из братьев Дель Гаудио, Николо, заманил Галлуччи в принадлежащую ему парикмахерскую на 104-й Восточной улице, якобы для встречи с Приско, и попытался убить Джозуэ, но потерпел неудачу. Николо Дель Гаудио пришлось бежать из итальянского Гарлема, но в октябре 1914 года он вернулся и впоследствии был убит. Убийство было приписано Галуччи, но никаких обвинений предъявлено не было.

## Убийство

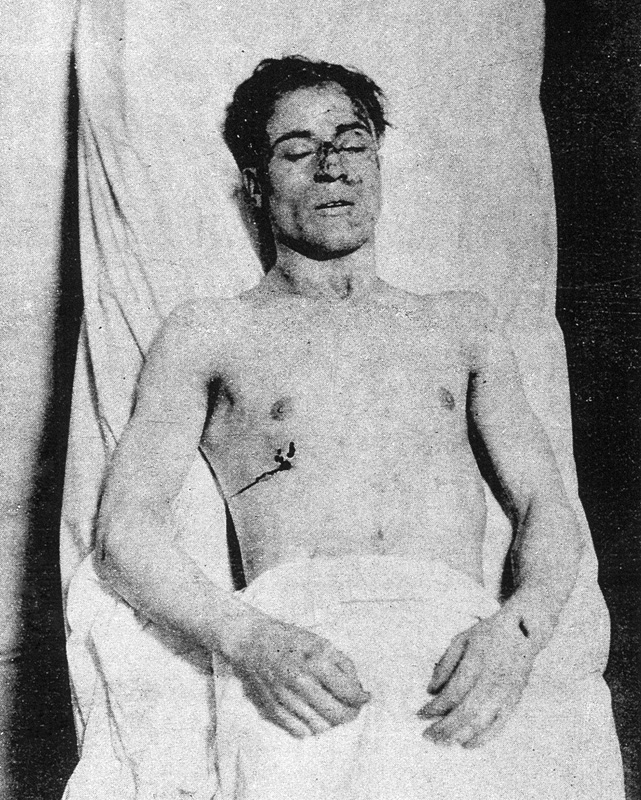
Тело Дженерозо «Джо Чака» Надзаро, предполагаемого убийцы Галлуччи, убитого 16 марта 1917 года.

Смерть Приско не избавила Галуччи от проблем, поскольку война с остатками банды Зопо-калеки продолжалась. Тем временем, конкуренты всё чаще стали проводить свои подпольные лотереи, не спрашивая согласия Галуччи, и тем самым бросая вызов его авторитету. Всего за неделю до своей смерти, Джозуэ решил больше не нанимать телохранителей после того, как очередной из них был застрелен. Быть телохранителем Галлуччи стало небезопасным способом зарабатывать на жизнь, так как за последний год десять из них были убиты. Тем временем банда Морелло, которая много лет работала с Галлуччи, порвала с ним и заключила союз с бруклинской каморрой, которая уже давно соперничала с Джозуэ.
Галлуччи предвидел свою смерть, за неделю до неё сказав другу: «Я знаю, что они меня поймают». Он и его 18-летний сын Лука были застрелены 17 мая 1915 года в кофейне на Восточной 109-й улице в итальянском Гарлеме, которую Галлуччи недавно купил для своего сына. Джозуэ был ранен в живот и шею. Лука, пытаясь защитить отца, также был ранен в живот. В момент убийства в кофейне были пятнадцать мужчин, в основном друзья Галлуччи, некоторые из них открыли ответный огонь. Пятеро или шестеро стрелков скрылись, прыгнув в поджидающую за углом на Первой авеню машину.
Лука Галлуччи умер на следующий день в больнице «Белвью». На похоронах присутствовало 5000 человек в сопровождении 800 экипажей, из них 22 предназначались только для цветов. Похороны сына Галлуччи на тот момент были самыми грандиозными в истории Гарлема. По имеющимся данным, последние экипажи отъезжали от церкви в Гарлеме, когда катафалк уже прибыл на кладбище в Квинсе.
Галуччи отказался разговаривать с полицией, заявив, что сам урегулирует дело, но через три дня, 21 мая, скончался в больнице Бельвью от последствий пулевого ранения в живот. Убийство Галлуччи осталось нераскрытым. Предполагаемыми убийцами по самой распространённой версии были бывшие телохранители Галлуччи Дженерозо «Джо Чак» Надзарро и Тони Романо, которым помогал Андреа Риччи из бруклинской Банды Нэви-стрит. Деньги на убийство, вероятно, были предоставлены боссом каморры Кони-Айленда Пеллегрино Морано, который давно хотел завладеть бизнесом Галлуччи. Считается, что Надзаро затаил обиду на Галлуччи, за то что тот не внёс залог за него, когда Джо Чак, Галлуччи и племянник Джозуэ, Джон Руссомано, были арестованы за скрытое ношение оружия. Надзарро провёл в тюрьме 10 месяцев и вышел на свободу за несколько недель до убийства его бывшего босса. Галлуччи попросили пожертвовать 300 долларов в пользу Надзарро, но он категорически отказался. Через неделю Галуччи и его сын были расстреляны.

## Похороны и последствия
Похороны Джозуэ Галлуччи тщательно охранялись полицией, которая опасалась продолжения бандитских разборок. Несколько тысяч человек прошли через квартиру Галлуччи, чтобы попрощаться с ним. Около 10 000 человек заполнили Восточную 109-ю улицу, чтобы стать свидетелями последнего путешествия Галлуччи, в том числе около 250 полицейских детективов, присутствовавших из-за слухов о готовящемся на вдову Галлуччи покушении. В похоронной процессии должны были участвовать 150 экипажей, но их число по настоянию полиции было сокращено до 54 из-за опасений враждебных действий. Траурную процессию возглавлял оркестр из 23 музыкантов. Панихида прошла в церкви Богоматери на горе Кармель, расположенной на 113-й улице и Первой авеню. Джозуэ Галлуччи был похоронен на кладбище «Голгофа».
По данным New York Herald, Галлуччи был «пожалуй, самым влиятельным и богатым итальянцем в стране». На момент смерти он, якобы, владел недвижимостью на 350 000 долларов и считался миллионером. При этом, своим наследникам Галлуччи оставил только 3402 доллара наличными и недвижимость по адресу Восточная 109-я улица, 318, которая впоследствии была сдана в аренду. Криминальный бизнес Галлуччи поделили между собой сицилийская мафия и неаполитанские банды, которые взяли под свой контроль Бруклин. Последующая борьба за нелегальный игорный бизнес между сицилийцами и неаполитанцами вылилась в кровавый конфликт, известный как война каморры и мафии, и в конечном итоге закончилась уничтожением каморры и установлением господства сицилийской мафии в преступном мире Гарлема.

### Комментарии
1. ↑  В отчёте полиции Неаполя 1862 года некие люди по имени Джозуэ Галлуччи и Джузеппе Галлуччи обозначены как «каморристи» — члены Каморры — но неизвестно, были ли они родственниками.[4]
2. ↑  Пассажир Джозуэ Галлуччи (См. Ellis Island/Port of New York Records (англ.).). Другие записи о пассажирах показывают, что Джозуэ Галлуччи прибыл на остров Эллис 8 августа 1899 года из Бремена (Германия) и был записан как 35-летний гражданин Италии мужского пола из Неаполя. Другой Джозуэ Галлуччи прибыл 4 октября 1906 года из Неаполя с Принцесс Ирэн (Prinzess Irene) и был записан как 42-летний гражданин США, путешествуя со своей племянницей Эммой, которая останавливалась по адресу своего дяди по адресу 339 Восточная 109-я улица. См. Регистрация пассажиров на Эллис-Айленд (англ.). (требуется регистрация).